# ألكسندر منشكوف

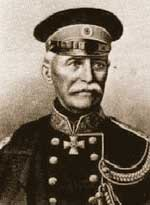
ألكسندر منشكوف

ألكسندر منشكوف (1787-1869) قائد عسكري روسي نال أعلى الرتب العسكرية وتدرج فيها حتى نال رتبة ضابط إداري سنة 1817 ومن ثم رتبة أمير البحر سنة 1833 بعد هجرته العسكرية الروسية سنة 1824، عمل مع الإمبراطور أليكسندر الأول وقاد حملته العسكرية ضد نابليون سنة 1809 وفي سنة 1817 عين ضابط إعاشة في قيادة الأركان العسكرية ومن ثم أصبح وزير وزارة الخارجية.
في سنة 1853 ذهب على رأس وفادة خاصة إلى القسطنطينية، وفي خضم حرب القرم ارتقى عاليا وأصبح القائد الأعلى لكافة القوات المسلحة الروسية فخاض بها معركة ألما وكذلك معركة إنكرمان ضد الإنجليز والفرنسيين.